# Nada Florilor
Nada Florilor, subintitulat Amintirile unui pescar cu undița, este un roman scris de Mihail Sadoveanu și publicat în 1950 de către Editura Tineretului din București. Romanul este o rescriere în spirit proletcultist a câtorva povestiri pescărești din volumul Împărăția apelor (1928), în care personajul principal, băiatul Iliuță Dumitraș, este inițiat atât în tainele pescuitului, cât și în acelea ale mișcării socialiste.:p. 96
Acțiunea romanului se petrece în anul 1888 într-un falanster organizat în stufărișul unei bălți, unde se refugiaseră anterior mai mulți răzvrătiți împotriva ordinii sociale capitaliste. Autorul adaptează povestirile pescărești ideologiei realist-socialiste, vrând să evidențieze susținerea populară de care s-ar fi bucurat mișcarea revoluționară de sorginte comunistă la sfârșitul secolului al XIX-lea.
Romanul a fost ecranizat, alături de alte proze sadoveniene, în filmul Vacanță tragică (1979), regizat de Constantin Vaeni după un scenariu scris de Constantin Mitru.:p. 257

## Rezumat
Iliuță, fiul inginerului Manole Dumitraș, trăiește în orașul Fălticeni, împreună cu tatăl său, cu mătușa sa și cu bătrâna sa dădacă, Anghelina. Mama băiatului, fiica unui țăran rotar din Păstrăveni, murise de timpuriu, iar gospodăria inginerului Dumitraș este condusă de sora lui mai mare, țâțaca Leona, o femeie arțăgoasă ce-și disprețuia rudele prin alianță. Inginerul Dumitraș era un om blând, ce-și însușise ideile socialiste și coresponda cu un medic revoluționar rus ce-și părăsise țara pentru a nu fi deportat în Siberia. În casa lor poposea adesea uncheșul Haralambie, cumnatul inginerului, atunci când venea de la munte.
Vacanțele de vară erau petrecute de Iliuță la rudele mamei sale de la Păstrăveni, prilej cu care copilul s-a apropiat de săteni. El a deprins în copilărie patima pescuitului de la bunicul său, care l-a dus pentru prima dată la pescuit cu crâsnicul în bălțile umbrite de sălcii de pe malul Moldovei. Băiatul și-a confecționat instrumente de pescuit primitive și a început să pescuiască singur într-un stăvilar din iazurile de pe râul Șomuzul Mare, fiind atras de farmecul și de liniștea naturii. 
Într-o dimineață de primăvară a anului 1888 a fost condus de un băiat mai mare pe nume Culai la plavia (insula plutitoare) Nada Florilor, ascunsă în stufăriile din bălțile Șoldăneștilor, unde se adunau zilnic câțiva localnici săraci: moș Dumitrache Hau, moș Spânu și lelea Ileana, ce suferiseră multe necazuri în cursul vieții.:p. 98 Coloniștii trăiau din pescuit, din furtul porumbului de pe câmp și din prestarea ocazională a unor munci sezoniere. Iliuță a mers acolo timp de o lună, împrietenindu-se cu pescarii și învățând tainele acestui meșteșug. Pe la sfârșitul lunii mai, sosește la Nada Florilor muncitorul Alecuț Dumitriu de la Pașcani, un prieten mai vechi al insularilor, ce aderase la mișcarea socialistă și era urmărit de poliție ca agitator al țăranilor răsculați. El venise la Fălticeni, la rugămintea poetului ieșean Solomon Cornea, pentru a-i înmâna inginerului Dumitraș (ce era un vechi prieten al poetului) un mesaj postum și o poezie revoluționară. Deoarece intrările în oraș erau păzite de armată pentru a împiedica extinderea răscoalelor, Iliuță îl îndrumă pe Alecuț către munții Sucevei și-l trimite la uncheșul Haralambie, salvându-i astfel viața de jandarmii care controlau ostroavele. 
În ziua următoare, băiatul trebuia să susțină o teză la matematică, dar, necunoscând materia deoarece lipsise de la școală în ultima vreme, desenează pe foaia albă ostrovul de la Nada Florilor și figurile prietenilor săi pescari. Profesorul s-a simțit ofensat și a înaintat un memoriu în care cerea exmatricularea tânărului. Ceilalți profesori și uncheșul Haralambie reușesc să-l îmbuneze pe inspector, iar băiatului i se permite susținerea tezei la matematică în sesiunea de toamnă. Imediat după retragerea soldaților, Alecuț sosește la Fălticeni și îi înmânează inginerului Dumitraș scrisoarea și poezia fostului său prieten, socialistul Solomon Cornea, trezindu-i în suflet mândria de a fi rămas consecvent idealurilor din tinerețe. Culai pleacă la Pașcani, împreună cu Alecuț, pentru a învăța o meserie. Iliuță este trimis de tatăl său la Liceul Național din Iași, urmând apoi cursurile Școlii Naționale de Poduri și Șosele din București și dedicându-se luptei pentru drepturile muncitorilor și țăranilor.
În ultimul capitol, Mihail Sadoveanu afirmă că a descoperit între hârtiile inginerului Ilie Dumitraș, bunul său prieten, poezia lui Solomon Cornea, o scrisoare veche de la tatăl său și celebra teză la matematică.

## Structură
Romanul cuprinde 17 capitole numerotate cu cifre romane și având următoarele titluri:
- Capitolul I - Mă cheamă în trecut amintirile
- Capitolul II - Uncheșul Haralambie coboară din munți și din cântece bătrânești
- Capitolul III - Bunicul meu, rotarul
- Capitolul IV - Cum am scăpat de la moarte pe Colțun
- Capitolul V - Povestea lui Moș Pricop Litavoi
- Capitolul VI - Raiul de la Nada Florilor
- Capitolul VII - Lelea Ileana își aduce aminte de trecut
- Capitolul VIII - Năcazurile breslei
- Capitolul IX - În care am însemnat și povestea lui Dumitrache Hau
- Capitolul X - Evenimente neașteptate și apariția lui Alecuț, tinichigiul de la Pașcani
- Capitolul XI - Cum am trimes răvaș uncheșului Haralambie
- Capitolul XII - Tulburări, amărăciuni și primejdii
- Capitolul XIII - Eu dau o teză faimoasă la aritmetică, iar Culai devine campion în lupta liberă
- Capitolul XIV - Domnu inginer descopere pe vinovat
- Capitolul XV - Vești de la rai
- Capitolul XVI - În care crește admirația mea pentru uncheșul Haralambie și pentru prietinul Alecuț
- Capitolul XVII - O dată cu aceste „Amintiri”, între hârtiile rămase de la vechiul tovarăș luptător, inginerul Ilie Dumitraș, au fost găsite și următoarele trei documente: poezia lui Solomon Cornea, o scrisoare de demult de la tatăl său și celebra teză

## Personaje
- Ilie (Iliuță) Dumitraș — băiat în vârstă de 15 ani, fiul inginerului Manole Dumitraș și al Polixeniei. Este apropiat de rudele sale de la țară și își însușește ideile luptei de clasă de la bunicul și unchiul său, precum și de la insularii din Nada Florilor.
- Manole Dumitraș — inginer hotarnic văduv, tatăl lui Iliuță. A fost mutat disciplinar de la Iași la Fălticeni din cauza ideilor sale socialiste pe care le-a dobândit de la medicul rus Pavel Ilici Zoltuhin, un revoluționar ce-și părăsise țara pentru a nu fi deportat în Siberia.
- uncheșul Haralambie — fratele mai mare al Polixeniei, mama lui Iliuță. Prigonit de boierii de la Păstrăveni, a trăit mai mulți ani ca cioban în munții Neamțului și a reușit să-și agonisească o mică avere.
- țâțaca Leona — sora mai mare a inginerului Manole Dumitraș. Este o femeie arțăgoasă ce fusese părăsită cu 33 de ani în urmă de soțul ei, Jorj Robcea. Îi disprețuiește pe țărani și-l prigonește pe Iliuță. Paralizează în urma reîntâlnirii cu câinele Colțun.
- mama Anghelina — dădaca lui Iliuță. Este o femeie bătrână și blândă ce cunoaște ierburile de leac.
- Pintilie — tatăl uncheșului Haralambie și al Polixeniei și bunicul lui Iliuță. Originar dintr-o veche familie de răzeși din Păstrăveni, a sărăcit și a devenit rotar.
- Culai — un băiat mai mare, cu care Iliuță merge pe plavia (insula plutitoare) Nada Florilor, ascunsă în stufăriile din bălțile Șoldăneștilor. Provine dintr-o familie săracă și este orfan de tată. Pleacă la Pașcani pentru a învăța o meserie.
- moș Dumitrache Hau — un țăran bărbos originar din Cornești. A fost împroprietărit prin Reforma agrară din 1864, dar, nevoit să se împrumute cu bani, și-a pierdut pământul printr-o hotărâre judecătorească nedreaptă.[1]:p. 97 A făcut câteva luni de închisoare, după care a pribegit zece ani prin lume, ajungând în cele din urmă la Fălticeni, unde lucrează ca ziler și pescar la Nada Florilor.
- moș Spânu — un bătrân sărac pripășit la Nada Florilor. Provenea dintr-o familie bogată de armeni de la Anadolchioi, în apropiere de Țarigrad.[1]:p. 97 Turcii i-au ucis pe armeni și le-au confiscat averile. A umblat prin lume, ajungând în cele din urmă la Galați și s-a pripășit cu zece ani în urmă la Fălticeni. Vorbește foarte puțin. Este ucis de jandarmii care cutreierau bălții în căutarea răzvrătiților.
- lelea Ileana — o femeie mai în vârstă, cunoscătoare a buruienilor de leac și a descântecelor. A fost soția pădurarului Gavrilaș Macavei, cu care trăia într-o cabană de vânătoare din Munții Neamțului, înspre Petru Vodă. L-a îmbrâncit pe cneazul Țugui de la Bălțătești, care vruse să o violeze cu prilejul unei vânători, și a fost condamnată la opt ani de închisoare. Soțul ei a fost bătut crunt de însoțitorii boierului și a murit înainte de a fi judecat.[1]:p. 97
- Alecu Dumitriu — fost pescar la Nada Florilor. S-a mutat la Pașcani, unde a lucrat ca tinichigiu la atelierele CFR. Aderă la mișcarea socialistă, merge ca agitator prin sate și este dat în urmărire de poliție.
- Grigoriță Oanea — coleg de clasă al lui Iliuță, ce locuiește la Rădășeni.
- Ciolac — profesor de aritmetică la Gimnaziul din Fălticeni
- Vacamar (Vacă-Mare) — subcomisar de poliție la Fălticeni

## Preocupările pescărești ale lui Sadoveanu

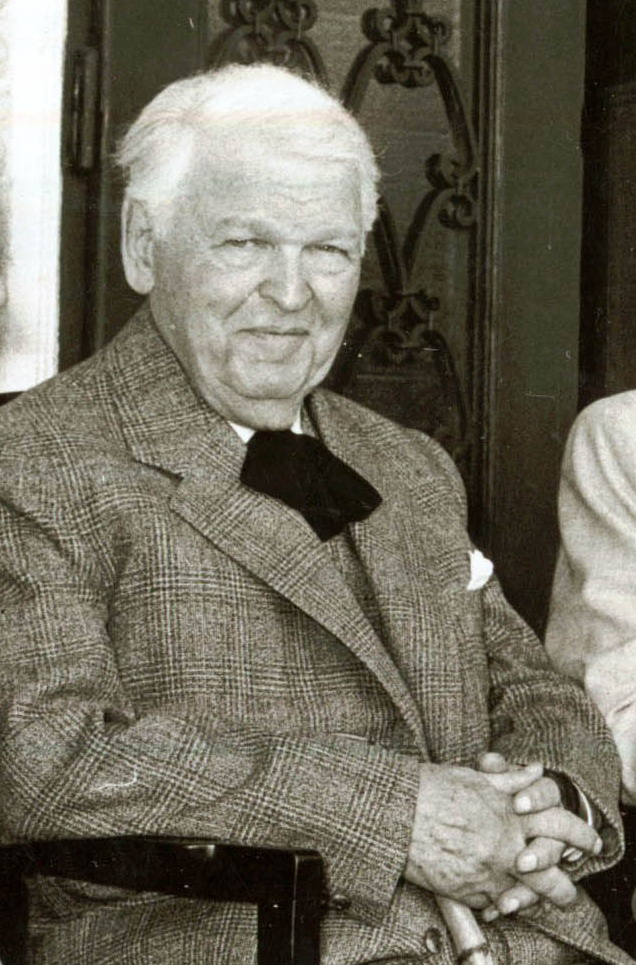
Sadoveanu în ultimii ani de viață

Mihail Sadoveanu a fost un pescar pasionat, deprinzând patima pescuitului cu undița de la bunicul său, rotarul Gheorghe Ursachi din Verșeni, sat aflat pe malul stâng al râului Moldova.:p. 5 La vârsta de 13 ani, după ce familia sa se mutase în 1891 de la Pașcani la Fălticeni, el a pornit împreună cu un băiat mai mare pe nume Culai într-o expediție către bălțile Șoldăneștilor de pe râul Șomuzul Mare (în partea de est a orașului), descoperind un tărâm pitoresc cunoscut sub numele de Nada Florilor unde a fost instruit în meșteșugul pescuitului de către bătrânii Moș-Hau și Moș-Spânu.:p. 5
Nada Florilor era o plavie (insuliță plutitoare (sau fixată la malul apei) formată din stuf, ierburi, rizomi, rădăcini de arbori etc. intrate în putrefacție și amestecate cu nămol) existentă în bălțile Șoldăneștilor la care se ajungea trecând prin apă, pe lângă o îngrămădire de stuf.:p. 5 Plavia nu mai există astăzi ca urmare a efectuării unor lucrări de regularizare a apelor din acea zonă;:p. 7 bălțile au fost desecate, iar iazurile au fost separate și îndiguite și fac parte din zona protejată (arie de protecție specială avifaunistică) Lacurile Fălticeni.
Referindu-se la vânătoare și pescuit, Mihail Sadoveanu le considera îndeletniciri primitive care întăreau relația simbiotică între om și natură: „Pasiunea vânatului și a pescuitului ne vine de departe și de demult - așa de departe și așa de demult încât, cugetând, simt un aspru fior. Vine dintr-o epocă obscură și eroică, când tot ce au astăzi oamenii era numai o intenție în ochii, în mintea și-n brațul primilor luptători”.:p. 311 Ulterior, oamenii s-au îndepărtat de natură și de acele îndeletniciri, dar instinctul străvechi a rămas în interiorul oamenilor. 
Vânătoarea și pescuitul au devenit în zilele noastre sporturi capabile să relaxeze omul modern în zilele libere de la sfârșit de săptămână; aceste îndeletniciri sunt mult mai plăcute și mai sănătoase deoarece se desfășoară în mijlocul naturii, spre deosebire de plimbările mondene de pe străzile poluate ale orașelor sau de jocurile de societate realizate în atmosfera îmbâcsită de fum de țigară din cluburile orășenești. Într-o prefață intitulată „Despre această țară și despre vânat și pescuit” datată 1 octombrie 1936 și care făcea parte din volumul Istorisiri de vânătoare (Ed. Cugetarea, București, 1937), prozatorul scria astfel: „Fără îndoială că vânatul și pescuitul sunt cele mai vechi sporturi, cu observația că s-au născut sub presiunea necesității și n-au devenit divertisment decât cu timpul. Pescuitul primitivilor era agerime; vânatul - forță și rezistență. Omul de azi nu mai întrebuințează aceste însușiri ca să-și agonisească hrana. Cu pește de undiță și cu mămăligă de râșniță nu te îngrași, cum foarte potrivit observă dictonul popular. Pământul și animalele domestice răspund îndestulător nevoilor lui de harnă; munca se cheltuiește în alte direcții, în domenii diverse cu meșteșuguri nouă; vânatul și pescuitul au rămas o patimă, cum spun țăranii noștri.”:p. 31

## Scriere și publicare

### VolumulÎmpărăția apelor
Mihail Sadoveanu a scris câteva povestiri pescărești în anii '20 ai secolului al XX-lea, pe care le-a adunat într-un volum intitulat Împărăția apelor și tipărit în 1928 de către Editura Cartea Românească din București. Scriitorul rememora în cele 17 povestiri ale volumului începuturile uceniciei sale în această breaslă veche. În povestirea „Pește de Moldova” el prezenta cum a deprins în copilărie patima pescuitului de la bunicul său, rotarul Gheorghe Ursachi din Verșeni, care l-a dus pentru prima dată la pescuit cu crâsnicul în bălțile umbrite de sălcii de pe malul Moldovei. Alte șase povestiri („Tovarăși de pescuit”, „Intrare în ostrov”, „Pierde-vară”, „Ploaie, la Nada Florilor”, „Îndeletnicirile insularilor mei”, „Pescuitul racilor și altele” și „Știuca”) constituiau un nucleu narativ de sine-stătător și se refereau la experiențele sale timpurii de pescar pe plavia (insula plutitoare) Nada Florilor, ascunsă în stufăriile din bălțile Șoldăneștilor, unde se adunau zilnic un băiat mai mare pe nume Culai, moș Hau (fanaragiul orașului), moș Spânu (un grec fugit de prigoana turcilor și pripășit aici cu zece ani în urmă) și lelea Ileana (cunoscătoare a buruienilor de leac și a descântecelor).

### Aderarea lui Sadoveanu la realismul socialist

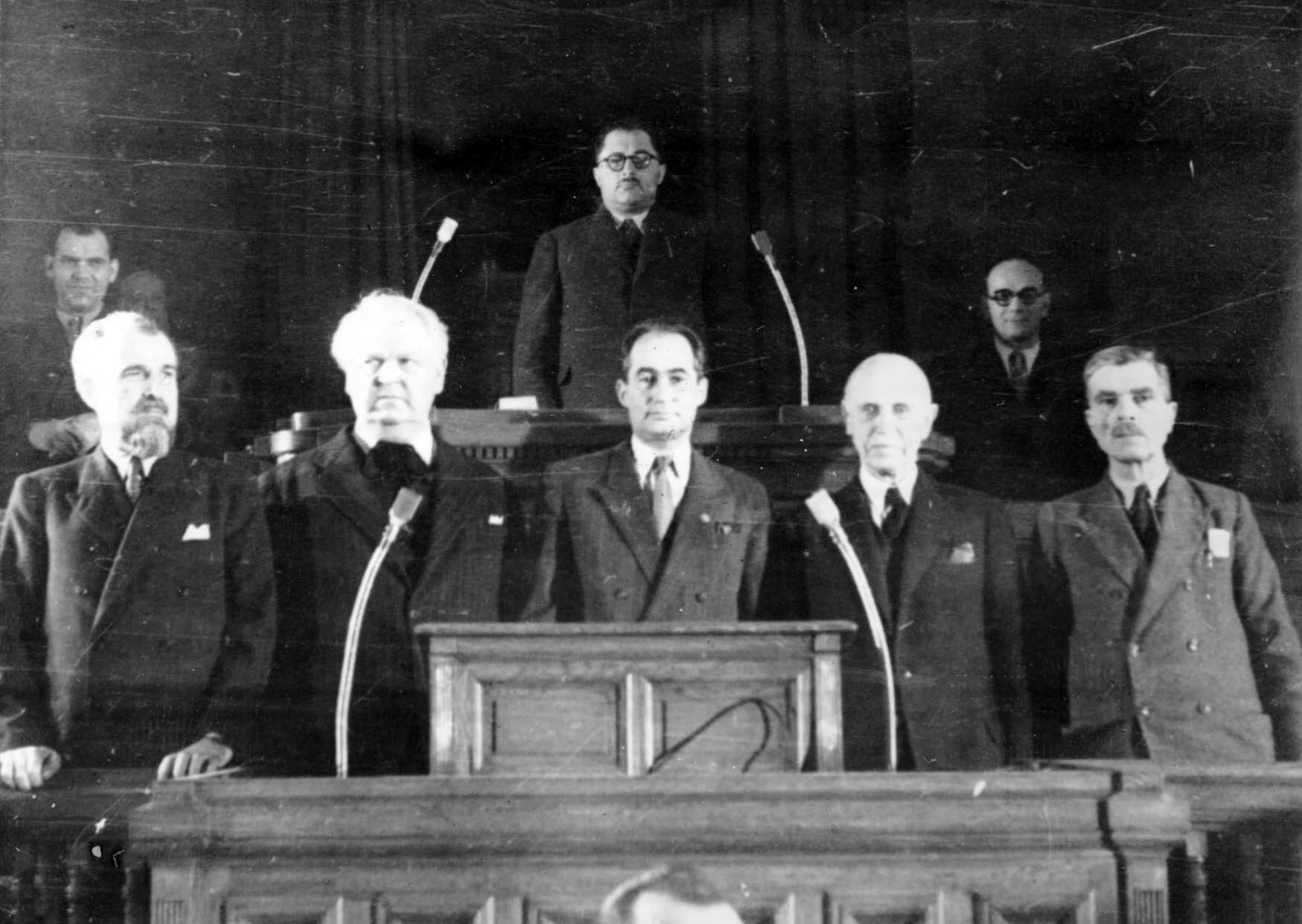
Prezidiul Provizoriu al Adunării Deputaților în 1948. De la stânga la dreapta: Ștefan Voitec, Mihail Sadoveanu, Gheorghe Stere, Constantin Ion Parhon și Ion Niculi.

După preluarea puterii de către sistemul comunist, Sadoveanu a sprijinit noile autorități, trecând de la propria versiune de realism la doctrina comunistă a realismului socialist. În 1948, după abdicarea Regelui Mihai și instalarea regimului comunist la putere, Sadoveanu primește cele mai înalte poziții care au fost acordate vreodată unui scriitor român, însoțite de beneficii materiale substanțiale.
Scriitorul devine membru al Prezidiului Marii Adunări Naționale.:p. 283 A rămas membru al noii Academii a Republicii Populare Române, și, alături de alți intelectuali pro-sovietici, este ales în conducerea acesteia.:pp. 286-289
După ce Societatea Scriitorilor a fost reorganizată în Uniunea Scriitorilor din România în 1949, Sadoveanu devine președintele de onoare al acesteia.:p. 283:p. 199 Apoi, în 1950, este numit președintele ei, înlocuindu-l pe Zaharia Stancu. 
Între timp, Sadoveanu publică mai multe volume realist-socialiste, printre care și Mitrea Cocor, prin care se apreciau și încurajau politicile de colectivizare. Romanul este publicat în 1949 și îi aduce lui Sadoveanu primul Premiu de Stat pentru proză.:p. 282

### Scrierea și publicarea unui roman nou
Scriitorul reia din volumul Împărăția apelor descrierea primei sale amintiri pescărești și cele șase povestiri despre experiența pescărească de la Nada Florilor, rescriindu-le potrivit ideologiei realist-socialiste. După mărturia fiicei sale, Profira, el visa de multă vreme scrierea acestei cărți „în nopțile-i de insomnie, ori stând pe malul unei ape, cu undița în mână”.:p. 6
Sadoveanu extinde subiectul, adăugând noi personaje și un fir narativ mai precis conturat, schimbând orientarea textului de la o rememorare a trecutului său pescăresc la definirea opțiunilor politice ale unui adolescent sub influența unor întâmplări trăite de câțiva răzvrătiți împotriva ordinii sociale capitaliste. Unele personaje conțin asemănări cu rudele sale: cuconul Alecu Sadoveanu (tatăl scriitorului) devine inginerul Manole Dumitraș, intelectual luminat și cu convingeri socialiste; bădița Vasile (fratele Profirei Ursachi, mama scriitorului) este numit în roman uncheșul Haralambie; cucoana Leona (prima soție a cuconului Alecu) își transmite caracterul țâțacăi Leona, care mai preia mofturi și fumuri ale unor surori ale tatălui său, întrezărite în copilărie de viitorul scriitor; apriga și inimoasa bunică din Verșeni a împrumutat multe elemente din firea ei dădacei Anghelina, precum o făcuse și mai demult dădacei din Zodia Cancerului sau jupânesei Ilisafta din Frații Jderi.:p. 6
Nici textul comun al celor două scrieri nu rămâne identic. Sunt operate schimbări ale numelor (băiatul Dumitrașcu devine Iliuță Dumitraș; moș Hau capătă prenumele Dumitrache; înecatul mâncat de raci Gheorghiță Pricop devine Gheorghiță Țațomir) sau ale ocupațiilor unor personaje (cuconu Panainte, căruia Culai îi vinde peștele, este transformat într-un profesor pensionar), precum și ale unor locuri (fântâna lui Cozma devine fântâna lui Cosma; Groapa Mânzului este redenumită Bulboana Mânzului), sunt eliminate sau modificate unele aluzii etnice (scândura pe care se trece pe plavie ce era furată în povestire de la Froim Bercovici este împrumutată în roman de la moară; moș Spânu este transformat din grec în armean), în timp ce unele expresii sunt schimbate (în secvența în care băiatul spune că face foc cu chibrituri, Culai îi răspunde brutal „Ești un prost”, pentru ca în roman moș Hau să-i răspundă „Te bizui pe nimic”; ochii tatălui nu mai sunt severi, ci ageri).
Romanul a fost publicat în 1950 de către Editura Tineretului din București, cu titlul Nada-Florilor. A fost reeditat în anul următor cu titlul schimbat Nada Florilor, care a fost preluat și de edițiile ulterioare.

## Teme principale
Romanul Nada Florilor rescrie povestirile din volumul Împărăția apelor dintr-o perspectivă socială, integrând mediul acvatic vechi într-un cadru social mai bine precizat și adăugând un subiect politic. Biografia scriitorului se substituie ficțiunii epice, fiind completate astfel amintirile din volumul Anii de ucenicie.:p. 96
Temele principale ale acestui volum sunt inițierea băiatului Iliuță Dumitraș în tainele pescuitului și înțelegerea de către acesta a nedreptăților vieții. Corectarea opticii se petrece sub influența ideilor clasei muncitoare, făcând mai evidentă critica socială existentă în scrierile anterioare ale lui Sadoveanu.:p. 212

### Descoperirea tainelor naturii
Prezentarea ritualului de inițiere a lui Iliuță Dumitraș în meșteșugul pescuitului îi prilejuiește autorului ocazia să realizeze descrieri vibrante de natură și să evidențieze trăirea de către oameni a unui sentiment de comuniune cu natura. Criticii literari au afirmat în mai multe rânduri că Sadoveanu ar fi cel mai strălucit poet al naturii din literatura română.:p. 240
Mihail Sadoveanu realizează în acest volum descrieri picturale ale naturii de o deosebită sensibilitate, transfigurând poetic atât imaginea naturii, cât și contactul între om și natură. Natura evocată nu este picturală și rece, ci vie, cu o vegetație ce foșnește din cauza vântului și ploii sau a strecurării unor animale speriate. Autorul realizează descrieri foarte variate, insistând pe amănunte ce scapă privirii unui observator superficial. Între natură și om există o interacțiune permanentă: natura este umanizată, dar însuflețește la rândul ei omul. Un exemplu în acest sens îl reprezintă descrierea antologică a ploii de la Nada Florilor, un recital de un lirism solemn de infinite mișcări abia-simțite și de zgomote abia-auzite.:p. 249
Oamenii care populează acest spațiu mitic (vânători și pescari) par a fi ei-înșiși elemente constitutive ale naturii,:p. 241 părând a proveni dintr-un trecut în care domnea un respect față de natură. Rămânând aproape de natură, ei au ajuns să-i cunoască tainele. Îndeletnicirile lor ancestrale și instinctul vânătoresc îi face să străbată munți, văi și bălți misterioase și îi întoarce către natură. Vânătorii și pescarii leagă între ei camaraderii trainice care nu țin cont de ierarhia socială și sunt unite de aventurile comune transmise prin poveștile narate domol lângă focurile din ceas de seară. „Iar „munteanul”, ca și „omul din baltă”, ca și poporul din Insula Florilor, este dintr-o rasă veche și pură, din rasa care a păstrat în ea realitatea vastă a umanității primitive”, a afirmat Isabela Sadoveanu.
Relația care se stabilește între om și natură este una indestructibilă, neținând cont de bătrânețe sau de boală.:p. 206 Oamenii locului iubesc pădurile și bălțile, transmițând generațiilor următoare tainele acestora. Ei cunosc speciile de plante și de animale, nu după denumirea științifică, ci după proprietăți și folosință în gospodărie. Au învățat să citească semnele cerului pentru a anticipa schimbările vremii, să facă foc cu amnarul și iasca, să prindă raci și scoici cu mâna și să facă mâncare folosindu-se de puținele alimente pe care le oferă natura.:p. 245

### Formarea social-politică a personajului
Personajul principal al romanului se formează în mediul familial, dar și sub influența a doi oameni cu rol de simboluri: uncheșul Haralambie, fratele mamei, un cioban care apără „rânduiala oamenilor de demult”, și tinichigiul Alecuț, membru al Clubului socialist de la Pașcani, urmărit de jandarmi și refugiat în ascunzișurile de la Nada Florilor.:p. 212 El descoperă inechitatea socială, ascultând poveștile de viață ale pribegilor pripășiți în balta de la Nada Florilor,:p. 97 și are de ales între două atitudini protestare.
Atitudinea uncheșului Haralambie (haiducia) fusese anterior singura forță de rezistență folosită de Sadoveanu împotriva nedreptății sociale. Personajul din Nada Florilor s-a opus scoaterii forțate la clacă și s-a refugiat în munți ca un haiduc după ce i-a amenințat pe logofeții domnești.:p. 212 El îl învață pe Iliuță datinile străbune și împotrivirea față de nedreptate.:p. 98 Tinichigiul Alecuț și tovarășii săi socialiști nu mai fug din calea nedreptății, ci încearcă de-a dreptul să lupte împotriva ei, urmărind să răstoarne orânduirea capitalistă și să instaureze o nouă orânduire bazată pe echitate socială. El nu ezită să-și pună libertatea și viața în primejdie pentru a organiza revoluția anticapitalistă.:p. 212
Uncheșul Haralambie este o forță a trecutului ce se îndreaptă spre amurgul său inexorabil,:p. 138 în timp ce militantul socialist Alecuț este o promisiune a viitorului.:p. 97 Iliuță ezită la început între cele două atitudini protestare, dar alege în final calea viitorului.
Celelalte povești social-politice prezentate în roman, precum sfârșitul chinuit al poetului socialist Solomon Cornea, nu au o suficientă forță literară și trec pe un plan secundar.:pp. 98-99

## Stil literar
Narațiunea sadoveniană se caracterizează printr-un stil predominant oral, asemănător cu cel al unui rapsod popular. Existența unui număr mare de povestiri ale oropsiților vieții prilejuiește un sentiment de retrăire a întâmplărilor evocate. Trecerea de la planul prezent la cel din trecutul evocat se realizează cu o economie de mijloace. Narațiunea se rupe adesea, trecându-se cu brutalitate din trecutul dramatic în cotidianul prozaic ca în istorisirea lelei Ileana.:p. 251
Paginile descriptive sunt impregnate însă de lirism, precum descrierea antologică a ploii de la Nada Florilor, un recital de infinite mișcări abia-simțite și de zgomote abia-auzite.:p. 249 Ploaia provoacă intrarea tuturor vietăților într-o stare de febră::p. 97 „Într-adevăr, văzduhul neclintit al amiezii ne cocea ca în cuptor. Din miazăzi creșteau nouri, dezvoltându-se spre cupola cerului. Un vântișor fâlfâi în pămătufurile trestiilor; luciul s-a umbrit și s-a zimțuit. În liniștea mare a cuprinsurilor, s-a auzit în depărtare sunând ploaia. Venea împotriva noastră ca un painjeniș. Curând sticli în mărgele oblice. Foltanele de stuf tresăriră, frământându-se. Balta scăpără de bulbuci. Și painjenișul de stropi ne învălui brusc, apoi se liniști asupra noastră o ploaie călduță și totuși răcoritoare. (...) Stând cinchit la marginea ostrovului, am observat deodată foirea formidabilă a bălții. Toate lighioanele ei de la adâncuri suiau în zigzaguri spre acele de fulger ale ploii. Erau mii de crustacee neclasate încă de naturaliști, de toate dimensiunile mici, de colorile și desenurile cele mai surprinzătoare. Coloane de alevini care abia atunci intrau în viața lacului, abia având forma speciei, cu punctul enorm al ochiului în mica lor transparență. Puzderie de alții mai mărișori evoluau cu instinctul primejdiei, învârtejindu-se într-o latură și fugind de umbra ghimpoasă a bibanilor sau de gura de balaur a știucii. Spre limpezimea fundului, carași cu reflexe de aur vechi, crapi bătrâni cu solzii ruginiți. Scoici, melci, lipitori și șerpi, întreaga faună fără număr, fiica mâlului primordial, se frământa într-o monstruoasă bucurie sub tremurul ploii de primăvară. Era bucuria vieții și a morții, și a transformării necontenite.”:pp. 57-58

## Aprecieri critice
Mihail Sadoveanu descoperea în volumul Împărăția apelor farmecul naturii patriarhale, pentru ca în romanul Nada Florilor să urmărească modul în care a crescut dragostea sa pentru oamenii umili, care erau siliți de societatea capitalistă să trăiască după legile unei civilizații rudimentare. Romanul a fost considerat de critici ca un episod de autobiografie spirituală a prozatorului care a completat volumul Anii de ucenicie (1944) dintr-o perspectivă apropiată de ideologia clasei muncitoare. Scriitorul evidențiază astfel contribuția intelectualității progresiste la luptele duse de clasa muncitoare, alături de țărănime, la sfârșitul secolului al XIX-lea.
Romanul a fost lăudat, la momentul apariției sale, de către critica literară aservită regimului comunist, fiind ulterior ignorat de tot mai mulți cercetători ai operei literare sadoveniene. El este considerat în prezent o scriere fals moralizatoare, plină de clișee și ridicolă, ce atribuie câte o poveste revoluționară fiecărui locuitor sărac de la marginea Fălticenilor. Substratul politic al romanului este, în opinia academicianului Eugen Simion, „cel mai puțin convingător în această scriere în care tema socială nu fuzionează totdeauna bine cu tema existenței naturale”.:p. 99

## Traduceri
Romanul Nada Florilor a fost tradus în mai multe limbi străine:
- maghiară (Virágöböl, Ifjúsági Könyvkiadó, Budapesta, 1952; traducere de Ádám Réz;[22][23] a fost inclusă apoi în vol. Virágöböl, Európa Könyvkiadó, Budapesta, 1963),[24]
- rusă (Остров цветов, Detgiz, Moscova-Leningrad, 1953; traducere de Ilie Konstantinovski;[22][25] reeditată în 1955 de Detskoi Gosud din Moscova),[26]
- slovacă (Ostrov kvetov, Slovenské nakladatel'stvo detskej knihy, Bratislava, 1953; traducere de Alica Szabová[22][25] și Milan Ferko),[25]
- bulgară (Островът на цветята, Narodna Mladej, Sofia, 1955; traducere de Iordan Stratiev;[22][26] reeditată în 1982 în vol. Родът на Шоймару[27] și în 1989 în vol. Родът на Шоймару. Островът на цветята),[28]
- estonă (Lillede saar, Eesti Riiklik Kirjastus, Tallinn, 1955; traducere din rusă de Nadežda Roose),[22][29]
- poloneză (Wyspa Kwiatów, Nasza Księgarnia, Varșovia, 1955; traducere de Rajmund Florans),[22][26]
- tadjică (Dzăzirăi guliston, Tadjikgosizdat, Stalinabad, 1955; traducere de F. Muqhammadin),[22][30]
- armeană (Ostrov cvetov, Ajpetrat, Erevan, 1956; traducere de A. Kovan),[22][31]
- cehă (Ostrov květů, Mlada Fronta, Praga, 1956; traducere de Vlasta Balinková;[22][31] reeditată în 1957),[32]
- kirghiză (Güldűű aral, Kirgizučpedggiz, Frunze, 1956; traducere de T. Kydyrov),[22][26]
- lituaniană (Gėlių sala, Gostilizdat, Vilnius, 1956; traducere de Petronėlė Česnulevičiūtė;[22][31] reeditată în 1980 de editura Vaga din Vilnius, 1980),[33]
- georgiană (Ostrov Cvetov, Detjunizdat, Tbilisi, 1958; traducere de M. Ahaladze și N. Ahaladze),[32]
- finlandeză (Kukkasaari, Karjalan A.S.N.T., Petroskoi [Petrozavodsk], 1959; traducere din limba rusă de Elina Timonen),[34]
- kazahă (Güldi aral, Kazgostilizdat, Alma-Ata, 1959; traducere de Säfimbek Tölesev),[34]
- germană (Die Blumenbucht, Jugendverlag, București, 1968; traducere de Thea Constantinidis)[35] și
- ucraineană (Острів Квітів, Veselka, Kiev, 1980; traducere de Galîna Berejna).[33]

## Ecranizare
Filmul Vacanță tragică regizat de cineastul Constantin Vaeni și lansat la 21 mai 1979 a fost inspirat din romanul Nada Florilor și din alte povestiri sadoveniene.:p. 257 Scenariul a fost scris de Constantin Mitru, cel care mai colaborase la scrierea scenariilor a trei filme inspirate din prozele lui Sadoveanu și regizate de Mircea Drăgan: Neamul Șoimăreștilor (1965, împreună cu Alexandru Struțeanu), Frații Jderi (1974, împreună cu Profira Sadoveanu și Mircea Drăgan) și Ștefan cel Mare - Vaslui 1475 (1975, împreună cu Valeria Sadoveanu și Mircea Drăgan).:p. 257
Acțiunea filmului se petrece într-un ostrov din apropierea orașului Fălticeni pe la sfârșitul secolului al XIX-lea și prezintă un conflict cu final tragic între luptătorii socialiști și forțele de poliție. Muncitorul tipograf Sandu, membru al Cercului muncitoresc din Iași, se ascunde pe Nada Florilor în timpul revoltei țărănești din 1888, fiind urmărit de poliție. Subiectul a fost politizat și înțesat cu lozinci demagogice, de aceea criticul Călin Căliman considera acest film ca fiind „conjunctural și perisabil”.:p. 258 Personajele discută despre revista Contemporanul, apărută la Iași între iulie 1881 și mai 1891, sub îngrijirea militanților socialiști Ioan Nădejde și Vasile G. Morțun, precum și despre ideile politice ale lui Karl Marx și Friedrich Engels.:pp. 257-258 Rolurile principale au fost interpretate de actorii Mircea Diaconu (muncitorul socialist Sandu), Anda Onesa (Zamfirița, iubita lui Sandu), Mircea Albulescu (comisarul Vacamar), Remus Mărgineanu (mutul Dumitrache, fratele lui Sandu), Octavian Cotescu (ing. Manole Dumitraș), Mihai Mereuță (badea Ifrim), Ada D'Albon (Leona, sora ing. Dumitraș), Florin Zamfirescu (Culai), Mitică Popescu (nea Spânu), Radu Ionescu (Iliuță Dumitraș) și Constantin Dinulescu (boierul Coculeț).:p. 258 Filmările au fost realizate în perioada 4 septembrie - 1 decembrie 1978 în comunele Pârteștii de Jos și Frătăuții Vechi din județul Suceava. Durata filmului este de 81 de minute.
Vacanță tragică a obținut două premii ale Asociației Cineaștilor din România (ACIN) în 1979: premiul pentru coloană sonoră (acordat inginerului de sunet Andrei Papp) și o diplomă de onoare pentru interpretare (acordată actorului Remus Mărgineanu).